# Dmitri Bykov

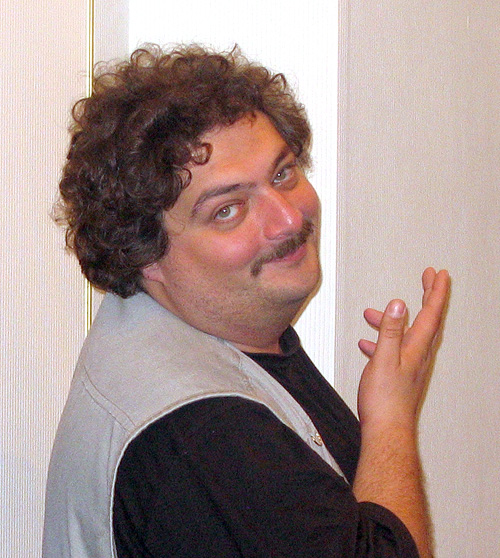
Dmitri Bykov

Dmitri Lvovitsj Bykov (Russisch: Дми́трий Льво́вич Бы́ков) (Moskou, 20 december 1967) is een Russisch schrijver, dichter, journalist en televisiepersoonlijkheid.

## Leven en werk
Bykov studeerde journalistiek aan de Universiteit van Moskou. Hij staat vooral bekend als kritisch publicist en schrijver van romans en verhalen, waarin hij een satirisch beeld geeft van het leven na de ineenstorting van de Sovjet-Unie. Hij heeft een voorkeur voor fantastische schelmenverhalen. Zijn verhaal De rechtzetting werd in Nederlandse vertaling opgenomen in de bloemlezing Moderne Russische verhalen (Uitgeverij Atlas, Amsterdam, 2009).
In 2005 verscheen van zijn hand een omvangrijke biografie van Boris Pasternak, waarvoor hij de ‘Nationale bestsellerprijs’ kreeg. Hij schreef ook biografieën van Maksim Gorki en Boelat Okoedzjava. 
Bykov staat in Rusland tevens bekend als radio- en tv-persoonlijkheid en presenteerde lange tijd de populaire televisieshow Vremetsjko. Verder heeft hij een vooraanstaande rol in de redactie van de toonaangevende tijdschriften Profiel en Wat te lezen ("Что читать").